# Nymféo (Flórina)
Nymféo, en grec moderne : Νυμφαίο, appelé avant 1926 Nivésta et Néveska (Νιβέστα - Νέβεσκα), est un village et une ancienne communauté du district régional de Flórina, en Macédoine-Occidentale, Grèce. Depuis 2010, il est fusionné au sein du dème d'Amýnteo, dont il est devenu un district municipal.
Selon le recensement de 2011, la population du district et celle du village s'élève à 132 habitants.